# Pleosporaceae
Pleosporacées
Famille
Les Pleosporaceae sont une famille de champignons ascomycètes de la classe des Dothideomycetes.
Cette famille importante de Loculoascomycètes comprend plus de 40 genres, cependant il n'existe pas de consensus sur le placement de plusieurs de ces genres au sein de cette famille.
Certains genres, tels que Alternaria, Bipolaris, Cochliobolus, Pleospora, Pyrenophora, Ulocladium, etc. ont une importance économique en tant qu'agents pathogènes des plantes, responsables de maladies (alternarioses, helminthosporioses…).

## Liste des genres
Selon Catalogue of Life (21 août 2017) :
- genre Alternaria
- genre Alternariaster
- genre Bipolaris
- genre Chalastospora
- genre Chmelia
- genre Cleistotheca
- genre Cochliobolus
- genre Curvularia
- genre Decorospora
- genre Dendryphiella
- genre Dendryphion
- genre Drechslera
- genre Dwayamala
- genre Edenia
- genre Embellisia
- genre Epicoccum
- genre Exserohilum
- genre Extrawettsteinina
- genre Gibbago
- genre Johnalcornia
- genre Kriegeriella
- genre Macrospora
- genre Macrosporium
- genre Malustela
- genre Marielliottia
- genre Neocamarosporium
- genre Neoplatysporoides
- genre Nimbya
- genre Paradendryphiella
- genre Paratrichaegum
- genre Pithomyces
- genre Platysporoides
- genre Pleospora
- genre Porocercospora
- genre Prathoda
- genre Pseudoyuconia
- genre Pyrenophora
- genre Scheleobrachea
- genre Scleroplea
- genre Stemphyliomma
- genre Stemphylium
- genre Teretispora
- genre Trichoconiella
- genre Ulocladium

Selon ITIS (21 août 2017) :
- genre Alternaria Nees Von Esenb. Ex Fries
- genre Dendryphiella Bubak & Ranojevic, 1914
- genre Didymosphaeria Fuckel, 1869
- genre Epicoccum Link Ex Schlechtendahl
- genre Halotthia Kohlm.
- genre Helicascus Kohlm., 1969
- genre Keissleriella Von Hoehnel, 1919
- genre Manglicola J. Kohlm. & E. Koklm., 1971
- genre Massarina Saccardo, 1883
- genre Microthelia Koerber, 1855
- genre Paraliomyces Kohlm.
- genre Pleospora Rabenh. ex Ces. & De Not.
- genre Stemphylium Wallroth, 1833
- genre Thalassoascus Ollivier, 1926